# Torre de' Picenardi
Torre de' Picenardi is een gemeente in de Italiaanse provincie Cremona (regio Lombardije) en telt 1821 inwoners (31-12-2004). De oppervlakte bedraagt 17,1 km², de bevolkingsdichtheid is 108 inwoners per km².

## Demografie
Torre de' Picenardi telt ongeveer 741 huishoudens. Het aantal inwoners daalde in de periode 1991-2001 met 6,1% volgens cijfers uit de tienjaarlijkse volkstellingen van ISTAT.
| Jaar | Inwoneraantal |
| ---- | ------------- |
| 1991 | 1960          |
| 2001 | 1841          |

## Geografie
Torre de' Picenardi grenst aan de volgende gemeenten: Ca' d'Andrea, Cappella de' Picenardi, Drizzona, Isola Dovarese, Pessina Cremonese, Voltido.